# Dème d'Archánes-Asteroússia
Le dème d'Archánes-Asteroússia (grec moderne : Δήμος Αρχανών-Αστερουσίων) est un dème situé dans la périphérie de la Crète en Grèce.
Le dème actuel résulte de la fusion en 2011 des anciens dèmes d'Archánes, d'Asteroússia et de Níkos Kazantzákis.